# Rugby-Union-Weltmeisterschaft 1991/Qualifikation
Für die Endrunde der Rugby-Union-Weltmeisterschaft 1991, die im Oktober und November in England ausgetragen wurde, waren die acht Teilnehmer der Viertelfinalspiele der Weltmeisterschaft 1987 automatisch startberechtigt. Die restlichen acht verfügbaren Plätze im Turnier wurden durch die Gewinner von regionalen Qualifikationsturnieren besetzt.
Die Qualifikationsturniere waren in fünf Kontinentalgruppen eingeteilt. Es beteiligten sich insgesamt 25 Mannschaften, davon 4 aus Afrika, 3 aus Amerika, 2 aus Asien, 14 aus Europa und 2 aus Ozeanien.

## Qualifizierte Mannschaften
| - Argentinien (Amerika 2) - Australien * - England * - Fidschi * - Frankreich * - Irland * | - Italien (Europa 1) - Japan (Asien und Ozeanien 2) - Kanada (Amerika 1) - Neuseeland * - Rumänien (Europa 2) | - Westsamoa (Asien und Ozeanien 1) - Schottland * - Vereinigte Staaten (Amerika 3) - Wales * - Simbabwe (Afrika 1) |

* automatisch startberechtigt

## Afrika
Afrika erhielt einen Startplatz für die Endrunde durch ein Qualifikationsturnier. In den Gruppenphasen gab es drei Punkte für einen Sieg, zwei für ein Unentschieden und einen bei einer Niederlage; es wurden keine Bonuspunkte vergeben.
|    | Land           | Siege | Unent. | Ndlg. | Ergebnis | Punkte |
| -- | -------------- | ----- | ------ | ----- | -------- | ------ |
| 1. | Simbabwe       | 3     | 0      | 0     | 62:22    | 9      |
| 2. | Tunesien       | 2     | 0      | 1     | 31:43    | 7      |
| 3. | Marokko        | 1     | 0      | 2     | 23:36    | 5      |
| 4. | Elfenbeinküste | 0     | 0      | 3     | 20:45    | 3      |

| 5. Mai 1990 | Simbabwe | 22 : 9 | Elfenbeinküste | Harare |
| 5. Mai 1990 |          |        |                | Harare |

| 5. Mai 1990 | Marokko | 12 : 16 | Tunesien | Harare |
| 5. Mai 1990 |         |         |          | Harare |

| 8. Mai 1990 | Simbabwe | 16 : 0 | Marokko | Harare |
| 8. Mai 1990 |          |        |         | Harare |

| 8. Mai 1990 | Elfenbeinküste | 7 : 12 | Tunesien | Harare |
| 8. Mai 1990 |                |        |          | Harare |

| 12. Mai 1990 | Simbabwe | 24 : 13 | Tunesien | Harare |
| 12. Mai 1990 |          |         |          | Harare |

| 12. Mai 1990 | Elfenbeinküste | 4 : 11 | Marokko | Harare |
| 12. Mai 1990 |                |        |         | Harare |

Simbabwe qualifizierte sich als Afrika 1 für die WM-Endrunde.

## Amerika
Amerika erhielt drei Startplätze für die Endrunde durch ein Qualifikationsturnier. Da sich auch drei Mannschaften angemeldet haben, diente dieses Turnier um die jeweiligen Endrundenplätzen zu entscheiden. In den Gruppenphasen gab es drei Punkte für einen Sieg, zwei für ein Unentschieden und einen bei einer Niederlage; es wurden keine Bonuspunkte vergeben.
|    | Land               | Siege | Unent. | Ndlg. | Ergebnis | Punkte |
| -- | ------------------ | ----- | ------ | ----- | -------- | ------ |
| 1. | Kanada             | 3     | 0      | 1     | 67:38    | 10     |
| 2. | Argentinien        | 2     | 0      | 2     | 57:46    | 8      |
| 3. | Vereinigte Staaten | 1     | 0      | 3     | 29:69    | 6      |

| 23. September 1989 | Kanada | 21 : 3 | Vereinigte Staaten | Toronto |
| 23. September 1989 |        |        |                    | Toronto |

| 8. November 1989 | Argentinien | 23 : 6 | Vereinigte Staaten | Buenos Aires |
| 8. November 1989 |             |        |                    | Buenos Aires |

| 30. März 1990 | Kanada | 15 : 6 | Argentinien | Vancouver |
| 30. März 1990 |        |        |             | Vancouver |

| 7. April 1990 | Vereinigte Staaten | 6 : 13 | Argentinien | Santa Barbara |
| 7. April 1990 |                    |        |             | Santa Barbara |

| 9. Juni 1990 | Vereinigte Staaten | 14 : 12 | Kanada | Seattle |
| 9. Juni 1990 |                    |         |        | Seattle |

| 16. Juni 1990 | Argentinien | 15 : 19 | Kanada | Buenos Aires |
| 16. Juni 1990 |             |         |        | Buenos Aires |

Kanada qualifizierte sich als Amerika 1, Argentinien als Amerika 2 und die USA als Amerika 3 für die WM-Endrunde.

## Asien und Ozeanien
Ozeanien hatte drei feste Startplätze für die Endrunde zur Verfügung. Darüber hinaus bestand für eine vierte Mannschaft die Möglichkeit, sich über das gesamte Qualifikationsturnier von Asien und Ozeanien zu qualifizieren. In den Gruppenphasen gab es drei Punkte für einen Sieg, zwei für ein Unentschieden und einen bei einer Niederlage; es wurden keine Bonuspunkte vergeben.
|    | Land      | Siege | Unent. | Ndlg. | Ergebnis | Punkte |
| -- | --------- | ----- | ------ | ----- | -------- | ------ |
| 1. | Westsamoa | 3     | 0      | 0     | 123:21   | 9      |
| 2. | Japan     | 2     | 0      | 1     | 65:63    | 7      |
| 3. | Tonga     | 1     | 0      | 2     | 64:62    | 5      |
| 4. | Südkorea  | 0     | 0      | 3     | 39:145   | 3      |

| 8. April 1990 | Japan | 28 : 16 | Tonga | Tokio |
| 8. April 1990 |       |         |       | Tokio |

| 8. April 1990 | Südkorea | 7 : 74 | Westsamoa | Tokio |
| 8. April 1990 |          |        |           | Tokio |

| 11. April 1990 | Japan | 26 : 10 | Südkorea | Tokio |
| 11. April 1990 |       |         |          | Tokio |

| 11. April 1990 | Tonga | 3 : 12 | Westsamoa | Tokio |
| 11. April 1990 |       |        |           | Tokio |

| 15. April 1990 | Japan | 11 : 37 | Westsamoa | Tokio |
| 15. April 1990 |       |         |           | Tokio |

| 15. April 1990 | Südkorea | 22 : 45 | Tonga | Tokio |
| 15. April 1990 |          |         |       | Tokio |

Westsamoa und Japan qualifizierten sich als Asien und Ozeanien 1 und Asien und Ozeanien 2 für die WM-Endrunde.

## Europa

### Runde 1
Die erste Runde wurde in zwei unabhängigen Turnieren ausgetragen. In Gruppe A spielten die vier Mannschaften je einmal gegeneinander in Frankreich. In den Gruppenphase gab es drei Punkte für einen Sieg, zwei für ein Unentschieden und einen bei einer Niederlage; es wurden keine Bonuspunkte vergeben. In Gruppe B wurde der Sieger durch direkte Elimination ermittelt. Die Gruppensieger spielten ein Playoff, dessen Sieger in die Runde 2 vorrückte.
Gruppe A
|    | Land     | Siege | Unent. | Ndlg. | Ergebnis | Punkte |
| -- | -------- | ----- | ------ | ----- | -------- | ------ |
| 1. | Schweden | 3     | 0      | 0     | 88:25    | 9      |
| 2. | Dänemark | 2     | 0      | 1     | 42:47    | 7      |
| 3. | Schweiz  | 1     | 0      | 2     | 49:74    | 5      |
| 4. | Israel   | 0     | 0      | 3     | 31:64    | 3      |

| 30. April 1989 | Israel | 15 : 22 | Schweiz | Chinon |
| 30. April 1989 |        |         |         | Chinon |

| 30. April 1989 | Dänemark | 0 : 39 | Schweden | Chinon |
| 30. April 1989 |          |        |          | Chinon |

| 2. Mai 1989 | Dänemark | 26 : 12 | Schweiz | Tours |
| 2. Mai 1989 |          |         |         | Tours |

| 2. Mai 1989 | Israel | 10 : 26 | Schweden | Tours |
| 2. Mai 1989 |        |         |          | Tours |

| 4. Mai 1989 | Schweden | 33 : 15 | Schweiz | Loches |
| 4. Mai 1989 |          |         |         | Loches |

| 4. Mai 1989 | Dänemark | 16 : 6 | Israel | Tours |
| 4. Mai 1989 |          |        |        | Tours |

Gruppe B
Runde 1:
| 9. September 1989 | Tschechoslowakei | 23 : 6 | Jugoslawien | Vyškov |
| 9. September 1989 |                  |        |             | Vyškov |

Runde 2:
| 17. September 1989 | BR Deutschland | 6 : 12 | Niederlande | Heidelberg |
| 17. September 1989 |                |        |             | Heidelberg |

| 1. Oktober 1989 | Tschechoslowakei | 13 : 15 | Portugal | Říčany |
| 1. Oktober 1989 |                  |         |          | Říčany |

Runde 3:
| 8. Oktober 1989 | Niederlande | 32 : 3 | Portugal | Metz |
| 8. Oktober 1989 |             |        |          | Metz |

Playoff
| 15. Oktober 1989 | Niederlande | 24 : 3 | Schweden | Kopenhagen |
| 15. Oktober 1989 |             |        |          | Kopenhagen |

Die Niederlande rückten in die zweite Runde vor.

### Runde 2
In der zweiten Runde traf der Sieger der ersten Runde auf Belgien, Polen und Spanien in einem Gruppenwettberb in Spanien. In den Gruppenphase gab es drei Punkte für einen Sieg, zwei für ein Unentschieden und einen bei einer Niederlage; es wurden keine Bonuspunkte vergeben. Die ersten zwei Mannschaften dieses Playoffs kamen eine Runde weiter.
|    | Land        | Siege | Unent. | Ndlg. | Ergebnis | Punkte |
| -- | ----------- | ----- | ------ | ----- | -------- | ------ |
| 1. | Spanien     | 3     | 0      | 0     | 125:33   | 9      |
| 2. | Niederlande | 2     | 0      | 1     | 80:68    | 7      |
| 3. | Polen       | 1     | 0      | 2     | 61:94    | 5      |
| 4. | Belgien     | 0     | 0      | 3     | 44:115   | 3      |

| 29. Oktober 1989 | Spanien | 29 : 15 | Niederlande | Madrid |
| 29. Oktober 1989 |         |         |             | Madrid |

| 29. Oktober 1989 | Belgien | 23 : 25 | Polen | Madrid |
| 29. Oktober 1989 |         |         |       | Madrid |

| 1. November 1989 | Spanien | 23 : 9 | Polen | Madrid |
| 1. November 1989 |         |        |       | Madrid |

| 1. November 1989 | Belgien | 12 : 32 | Niederlande | Madrid |
| 1. November 1989 |         |         |             | Madrid |

| 5. November 1989 | Spanien | 58 : 6 | Belgien | Madrid |
| 5. November 1989 |         |        |         | Madrid |

| 5. November 1989 | Niederlande | 33 : 27 | Polen | Madrid |
| 5. November 1989 |             |         |       | Madrid |

Spanien und die Niederlande rückten in die dritte Runde vor.

### Runde 3
In der dritten Runde trafen die beiden qualifizierten Mannschaften der zweiten Runde auf Italien und Rumänien in einem Gruppenwettberb in Italien. In den Gruppenphase gab es drei Punkte für einen Sieg, zwei für ein Unentschieden und einen bei einer Niederlage; es wurden keine Bonuspunkte vergeben. Die ersten zwei Mannschaften dieses Playoffs qualifizieren sich für die Weltmeisterschaft.
|    | Land        | Siege | Unent. | Ndlg. | Ergebnis | Punkte |
| -- | ----------- | ----- | ------ | ----- | -------- | ------ |
| 1. | Italien     | 3     | 0      | 0     | 83:38    | 9      |
| 2. | Rumänien    | 2     | 0      | 1     | 85:42    | 7      |
| 3. | Spanien     | 1     | 0      | 2     | 34:61    | 5      |
| 4. | Niederlande | 0     | 0      | 3     | 30:91    | 3      |

| 30. September 1990 | Italien | 30 : 6 | Spanien | Rovigo |
| 30. September 1990 |         |        |         | Rovigo |

| 30. September 1990 | Niederlande | 7 : 45 | Rumänien | Treviso |
| 30. September 1990 |             |        |          | Treviso |

| 3. Oktober 1990 | Rumänien | 19 : 6 | Spanien | Padua |
| 3. Oktober 1990 |          |        |         | Padua |

| 3. Oktober 1990 | Italien | 24 : 11 | Niederlande | Treviso |
| 3. Oktober 1990 |         |         |             | Treviso |

| 7. Oktober 1990 | Niederlande | 12 : 22 | Spanien | Rovigo |
| 7. Oktober 1990 |             |         |         | Rovigo |

| 7. Oktober 1990 | Italien | 29 : 21 | Rumänien | Padua |
| 7. Oktober 1990 |         |         |          | Padua |

Italien und Rumänien qualifizierten sich als Europa 1 und Europa 2 für die WM-Endrunde.